# Orosházi Református Két Tanítási Nyelvű Általános Iskola
Az Orosházi Református Két Tanítási Nyelvű Általános Iskola (korábbi közismertebb nevén József Attila Általános Iskola) Orosháza egyik egyházi fenntartású általános iskolája, amely a környék első iskolájaként indult 1894-ben.

## Története

### A polgári iskola elindulása (1880-1894)
Az 1868:XXXVIII. tc. kimondta, hogy 5000 fős városban és nagyközségben létesítsenek polgári iskolákat. Ezeknek a megvalósítása késett egyes helyeken.
Orosháza esetében a polgári iskola egyéni kezdeményezés révén alakult meg. 1880-ban Sargay Erzsébet magán polgári iskolája rövid életű volt. Az 1880-as években a helyi újságok és a község polgárai sürgették a polgári iskola napirenden tartását. Veres József községi országgyűlési képviselő hatására 1889-ben a képviselő-testület is megvitatta a témát.
1893. augusztus 21-én ünnepélyes alapkőtétel történt, majd 1894. augusztus 1-jén teljesen felépült az iskola helyét adó épület. 1894. szeptember 13-án adták át az iskolát, a község és az evangélikus egyház 150. évfordulójának alkalmával. Az intézmény 6 osztályos fiú- és 4 osztályos leányiskola volt.

### Polgáriból állami iskola (1945-1994)
A második világháború után az orosházi polgári iskola történetében változások következtek be. A polgári leány- és fiúiskola kettévált (I. és II. sz. Általános Iskola néven), majd 1949-re bevezették az intézményben a nyolcosztályos képzést. 1950-ben a két intézmény egyesülésével létrejött az I. sz. Állami Általános Iskola. Az 1956-57-es tanévre kísérleti jelleggel, majd 1959-60-as tanévtől állandó jelleggel bevezették a vegyes osztályokat.
1962. május 12-én az iskola felvette József Attila költő nevét, így az intézményt 2007-ig József Attila Általános Iskola néven működött. A névadó ünnepségen ott volt a költő testvére, József Etelka is és felavatták Rajki József szobrász a költőről készített mellszobrát is. Az 1960-as évek második felére elindul a matematika tagozat és az alsó tagozatos tantárgycsoportok tanítása. Emellett a természettudományos tárgyaknak külön termeket fejlesztenek. Az 1970-es évekre elindult a tehetséggondozás, a hátrányos helyzetű tanulók felzárkóztatása és a felnőttképzés is.

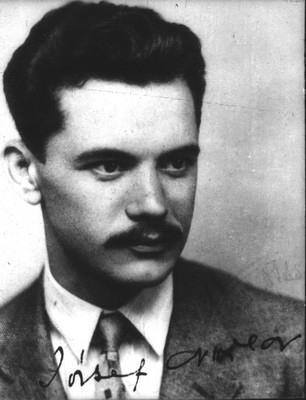
József Attila magyar költő (1905-1937). Az általános iskola 1962. május 12. és 2007 között a nevét viselte.

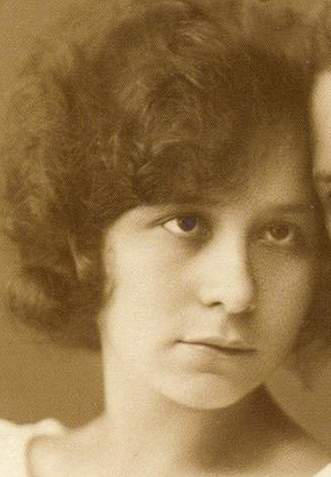
József Etelka (1903-2004), a költő testvére. 1962-ben az orosházi iskola névavató ünnepségén ott volt.

Az 1980-as évek voltak az iskolai oktatás tetőpontjai: ekkoriban ugyanis 1192 tanuló tanult, 30-50 fős tanulócsoportokban. A tanítás a Dózsa György utcában, Zombai utcában, Táncsics utcában és az MHSZ-székházban is zajlott. 1985-re pedig bevezetésre került a Zsolnay-féle nyelvi, irodalmi kommunikációs program (NYIK), amelyen belül a nyelvi és művészeti készségeket fejlesztették. Az 1990/91-es tanévre az iskola bevezette az angol és német nyelv tanulását. Az 1990-es évek elejére az iskola átvette a Zsolnay-féle program továbbfejlesztését, az ÉKP-t (Értékközvetítő és képességfejlesztő program), aminek értelmében a gyerek középpontja helyezése érdekében kiscsoportokban tanulják a tárgyakat.
Az 1994-es tanév az iskolai centenáriumról szólt. Ennek apropóján az iskola megemlékezett a korábbi tanulóiról és alapították meg az iskola alapítványát.

### A centenáriumtól 2011-ig
Az iskola épületének felújítása több részletben történt meg, míg végül a 2004/2005-ös tanévet egy teljesen felújított épületben kezdték meg a tanulók. Az iskola az ÉKP program mellett a TDK (Tudományos Diákköri) munka kiterjesztését is elkezdte. Az iskola oktatási tantervében bekerült a számítástechnika és az emelt óraszámú angol nyelv oktatása is, csoportbontás keretén belül. Az iskola emellett nemzetközi kapcsolatot épített ki a COMENUS projekt keretén belül és munkakapcsolatot épített az SZTE Oktatáselméleti Kutatócsoportjával is. 2006-ban az iskola rendezte a XI. ÉKP konferenciát. 2005 és 2007 között a szentetornyai VI. sz. Általános Iskola a József Attila Általános Iskola telephelyévé vált.
2007 nyarán a József Attila Általános Iskola, a Vörösmarty Mihály Általános Iskola, az Eötvös József Általános Iskola és Czina Sándor Tagintézmény összeolvadásával létrejött az Orosháza Város Általános Iskolája közoktatási intézmény. Ennek az intézménynek lett a székhely intézménye az iskola, amely az Orosháza Város Általános Iskolája és Pedagógiai Szolgáltató Intézmény nevet vette fel.  2008-ban ehhez csatlakozott a Kardoskúti Általános Iskola.

### A református egyház fennhatósága alatt (2011-)
Az orosházi képviselő-testület 2011-ben úgy döntött két iskolát átad a református, illetve katolikus egyháznak és a többi tagintézmény beleolvad a Táncsics Mihály Gimnáziumba.
2011. szeptember 1-jén az iskola a református egyház fenntartása alá került. Új neve az Orosházi Református Két Tanítási Nyelvű Általános Iskola lett. A pedagógiai programban a keresztény szellemi nevelés is helyet kapott, illetve elindult a magyar-angol két tanítási nyelvű osztály is.

## Igazgatók
- Kállai Istvánné (? – 1950) (mint a II. sz. Általános Iskola igazgatója)
- Göndös József (?-1950) (mint az I. sz. Általános Iskola igazgatója)
- Szabó Mihály (1950-1963)
- Ilovszky Béláné (1963-1966)
- Csizmadia Lajos (1966-1974)
- Móricz Istvánné (1974-1990)
- Berki Sándor (1990) (mint megbízott igazgató)
- Pusztainé Szabó Margit (1990-2014)
- Kisné Bor Emília (2014-2020)
- Víghné Pintér Lilla (2020-)

## Galéria

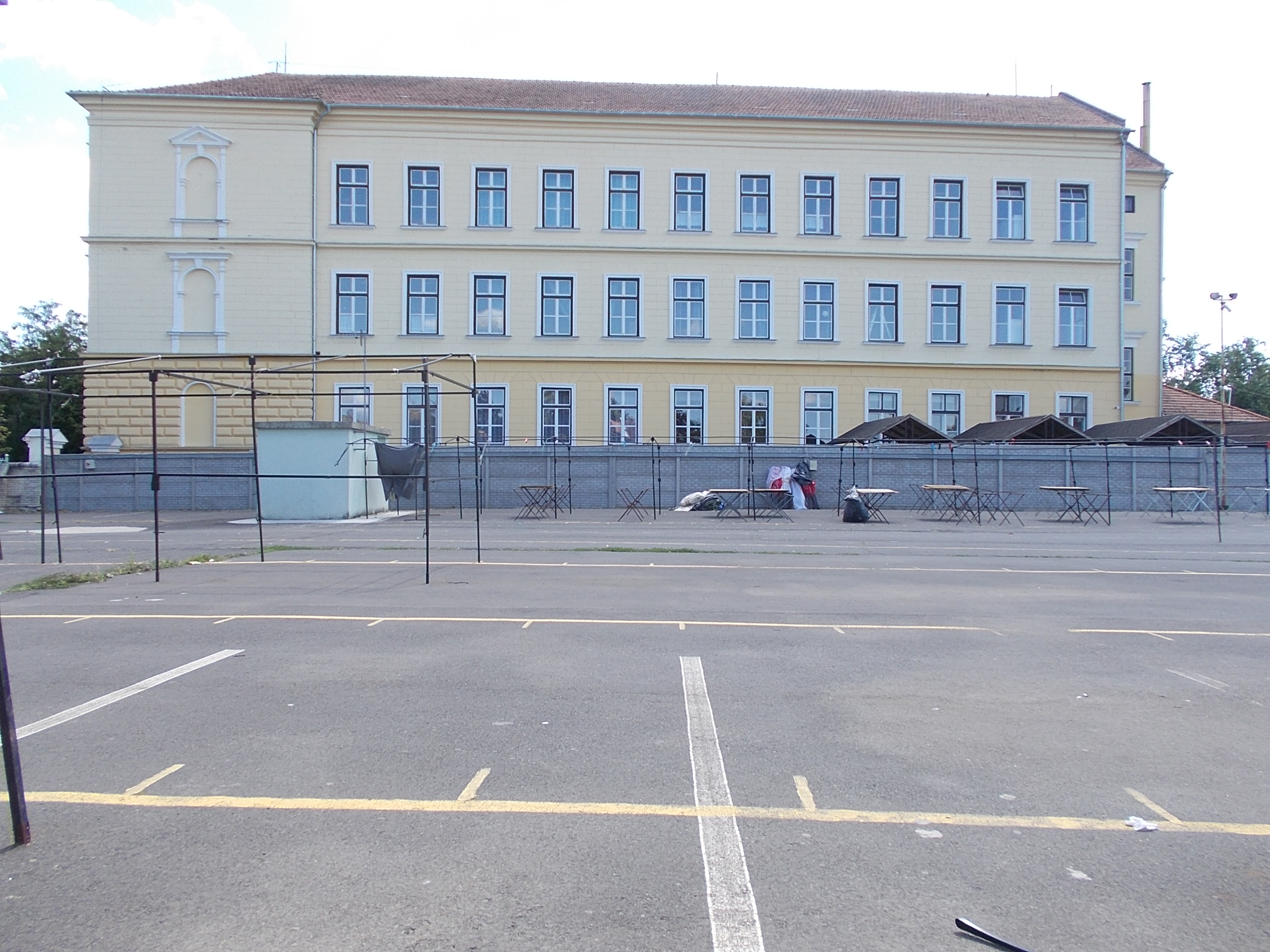
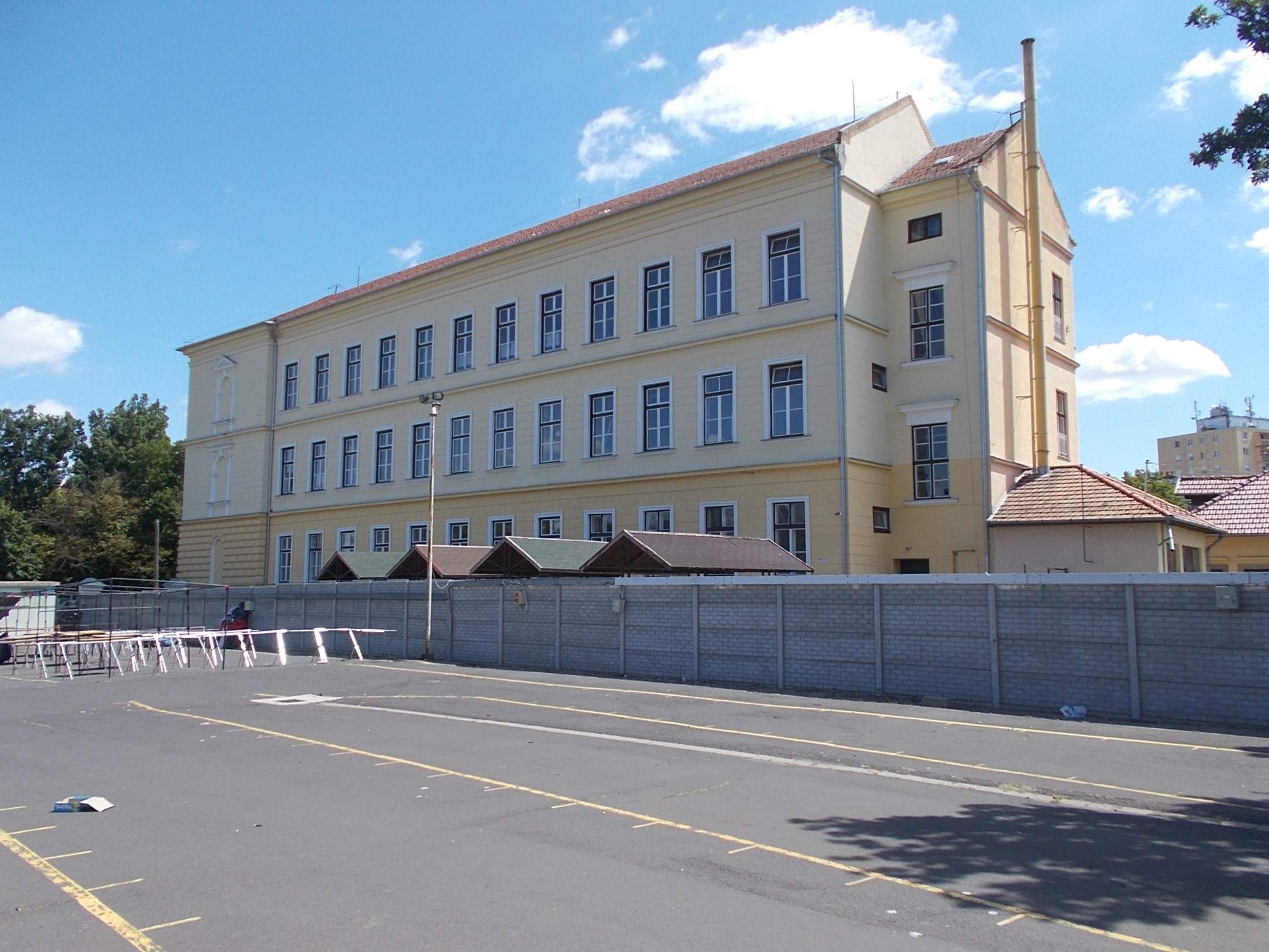
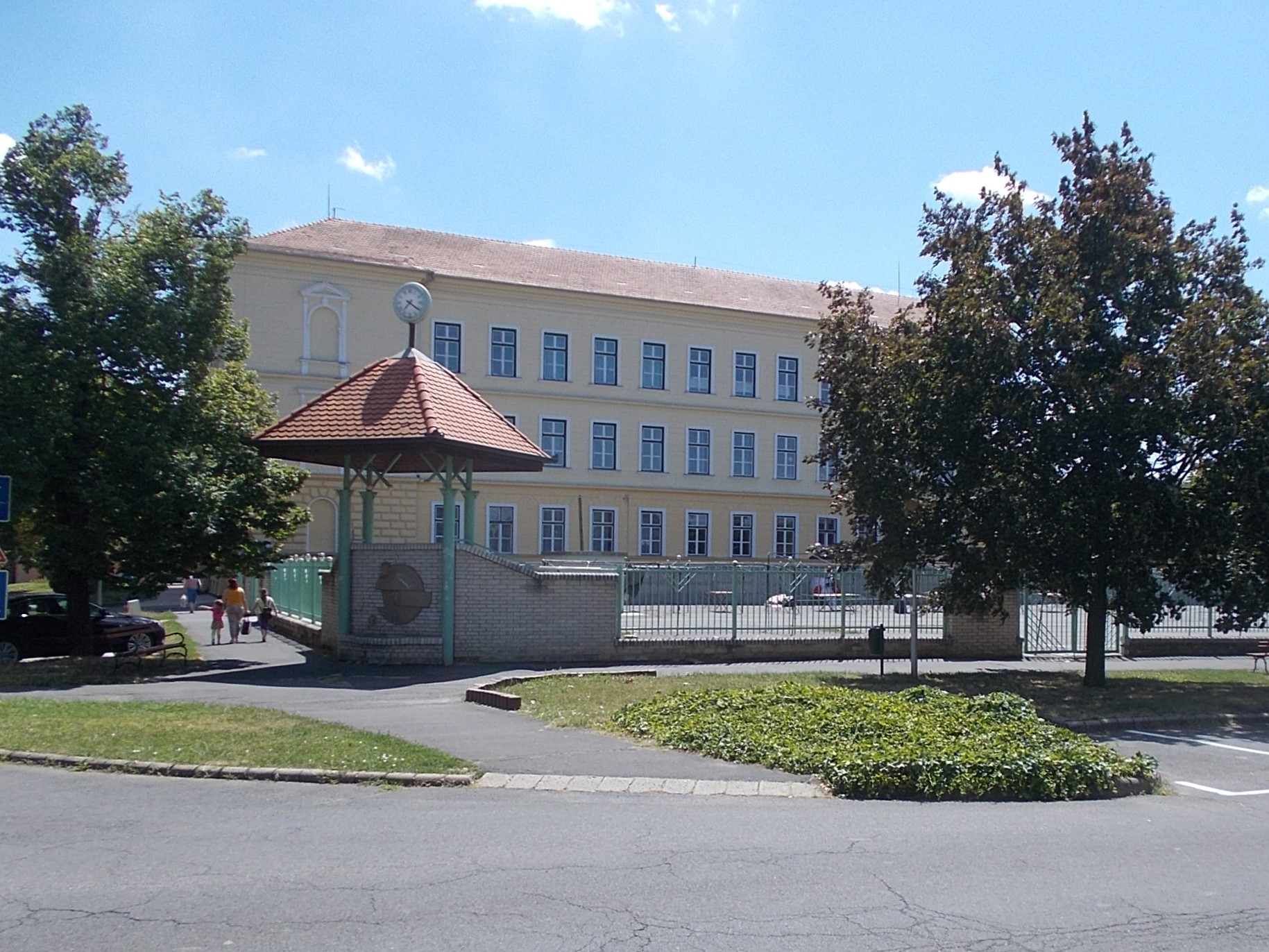
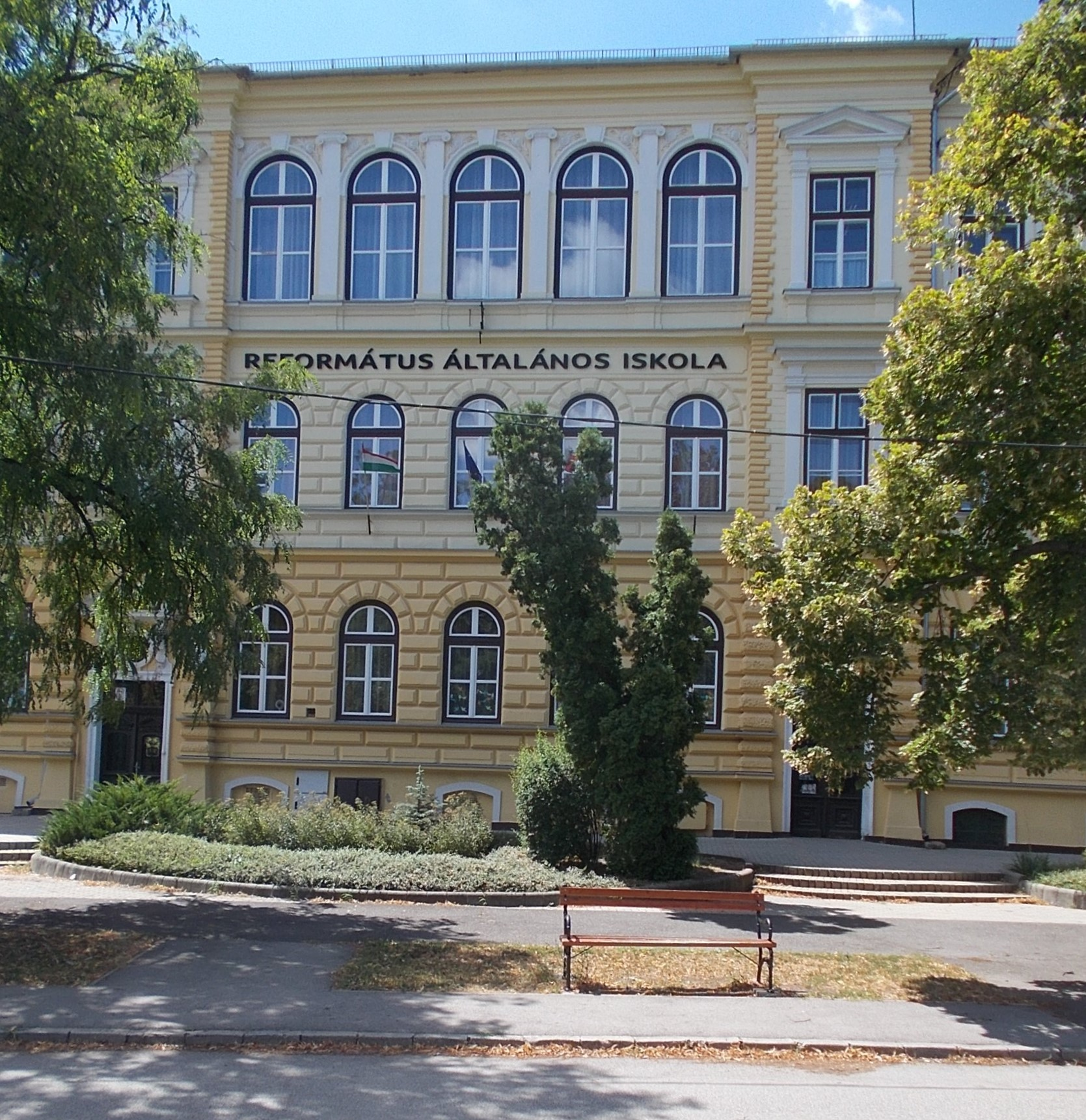

## Híres diákok
- Falus Elek grafikus
- Rajki József szobrász
- Boldizsár István festő
- Sós József orvos
- Darvas József író, politikus